# Macururé
Macururé is een gemeente in de Braziliaanse deelstaat Bahia. De gemeente telt 7.834 inwoners (schatting 2009).